# Škrat Sanjavec
Škrat Sanjavec je literarni lik in zbirka pesmic za otroke v obliki pobarvanke. Škrat Sanjavec je tisti škrat, ki ob polni luni leta. Je poln domišljije, kar nam pove že njegovo ime. Je eden izmed domišljijskih likov Ferija Lainščka.

## Zbirka
Pesmi v zbirki so razdeljene ne več naslovov, tem. 
Mesta
Na začetku opisuje mesta, ki jih ne doseže niti cesta niti ne vlak, ladja, avti, tudi sateliti ne. Do teh mest je možno priti po niti, te pa spleta naša domišljija. Niti si lahko spletemo in si naredimo vrečo, v kateri nosimo srečo. In tudi, če v vreči ni sreče, jo nosimo s sabo, saj so v teh mestih srečne tudi prazne sreče. 
Regratova Lučka
Regratova lučka je padla in jo veter Peter nosi. Pada, dokler ne pristane v majhnem mestu. Lahko bi pristala v naselju mravelj, pikapolonic ali pa pri srčenih in mrčesu. Lahko je to tudi temačna globel ali pusta planjava, zato se moraš pogovoriti s sabo, preden zajahaš to čudežno  napravo. 
Regarija
Je mokro mesto, ki plava na vodi. Glavni si, če si žaba. Kar v tem mestu rabiš, je pevska vnema. Po mokrem mestu se sliši samo rega, rega. 
Švigašvaga
Je mesto iz sira, brez temeljev, krova, oken, vrat in vsi samo hitijo. Tu živijo dobre miši, ki se v mestu Švigašvaga zabavajo.
Zajčja dobrava
Je na sončni strani, kjer rase visoka trava. Tam pod lesko pa je zajčje velemesto. Tu velja zakon, da se čez noč šepeta in po prstih hodi. Tu se po zajčje spi in o zajčje sanja. 
Lisičje mesto
Lisica je tatica in v njeni mali šoli se naučite biti tat. V njeni šoli ni treba znati brati in pisati, pač pa se učiti biti tatica.
Sračje gnezdo
Ozke ulice, prepolne stare šare vas popeljejo do Trga zmage. Sredi odpadkov in nesnage boste našli srake, ki v tem mestu kradejo. Tu pa je tudi res, da se zmeraj derejo kot srake. 
Noč
Ko si nebo nadene črn klobuk, je pod njem tema, potem se prikažejo zvezde in mesec. V temi prisluhne sovica, ki ji v daljavi čuk zaljubljeno žvižglja. Ko zjutraj kdo vpraša, kako se njegova pesem konča - čuk in sova sta se vzela, oba pa vzela je tema.

## Škratje v drugih pravljicah
- Rawson, Christopher; Škratje, palčki in vilinčki
- Svetlana Makarovič; Škrat Kuzma dobi nagrado
- Marija Turkalj; Škrat Bruno s prijatelji
- Mivivoj Roš; Škrat Babilon
- Bina Štampe Žmavc; Škrat s prevelikimi ušesi